# Клаксон (филм)
Клаксон је југословенски филм из 1965. године. Режирао га је Војислав Кокан Ракоњац, а сценарио је писао Александар Обреновић.
Прво приказивање филма је било 15. јула 1965. године.
Jугословенска кинотека је дигитално обновила овај филм у склопу програма Сезона филмских класика у организацији Асоцијације европских филмских архива и уз подршку Европске комисије.

## Радња
Група људи, отуђених и уморних од цивилизације бежи на врх планине на одмор. Непознати једни другима покушавају да се зближе, чезну за интимним контактом и за мало љубави и разумевања. Увучени у своје љуштуре, препуштају се својој самоћи. Позив цивилизације, опомиње их да је одмор истекао и да треба да се врате у град.

## Улоге
| Глумац             | Улога                      |
| ------------------ | -------------------------- |
| Столе Аранђеловић  | Лугар                      |
| Милена Дравић      | Јана                       |
| Беким Фехмију      | Марко                      |
| Душан Јанићијевић  | Виктор                     |
| Владета Лукић      | управник планинарског дома |
| Предраг Милинковић | портир                     |
| Бранка Петрић      | Ема                        |
| Милица Прерадовић  | Соња                       |
| Олга Спиридоновић  | Олга                       |